# Vitalij Tyimofejevics Babenko
Vitalij Tyimofejevics Babenko, Вита́лий Тимофе́евич Бабе́нко (Moszkva, 1950. július 15.) orosz tudományos-fantasztikus író, újságíró, forgatókönyvíró, kiadó.

## Élete
A Moszkvai Állami Egyetem Közgazdaságtudományi Karán szerzett diplomát. 1993 és 1997 közt a Stanford Egyetemen kiadói kurzusokat hallgatott. 1973-tól 1988-ig a Вокруг света című lap munkatársa volt. A fiatal tudományos-fantasztikus írók moszkvai szemináriumának vezetője volt 1982 és 1990 közt. 1988-ban megalapította s vezette a Текст kiadót. Később a Вагриус kiadó munkatársa lett (1997-2003). 2003-tól 2013-ig a Книжный клуб 36,6 kiadó főszerkesztője volt. Az ИЖЛТ (Институт журналистики и литературного творчества; Újságírói és Irodalmi Kreativitás Intézete) újságírás tanszékének vezetője. Több TV-műsor szerzője és műsorvezetője.  Tagja az Orosz Újságírók Szövetségének és a Moszkvai Írók Szövetségének. 
Első irodalmi munkája, a Купите тройню című humoreszk 1973-ban jelent meg a Литературной газете című lapban. Egyik legelső tudományos-fantasztikus novellája, a Бег (1974) az író eltávolodását jelezte az 1960-as évek tipikus szovjet fantasztikumától (nyelvi kísérletezés, formaalkotás). A Встреча (1986) túlmutatott a hagyományos sci-fin azáltal, hogy a történetbe detektív- és akcióelemeket is beépített. A munka az emberiség megőrzésének globális problémáival foglalkozik olyan körülmények közt, ahol a tudomány és a technika fejlődése egyre inkább leegyszerűsíti a földi élet elpusztításának lehetőségét.  
A szovjet sci-fiben igazán ismertté Игоряша Золотая рыбка (1985) című szatirikus regénye tette. A történet a közismert mese sci-fi változata, amelyben az aranyhal szerepét egy galaktikus civilizáció információs modulja játssza, a halász pedig egy fiatalember, aki mindenekelőtt személyes halhatatlanságot és tökéletes egészséget kér magának. ТП (1989) című novellája folytatja a témát, itt a teleportálás technológiáját egy szűk kör használja, akik "törődnek az emberek jólétével", ám nem feledkeznek meg saját anyagi szükségleteik kielégítéséről sem. 
1986-ban Eduard Vacsaganovics Gevorkjannal és Vlagyimir Valerevics Pokrovszkijjal közosen elkészítették a Остров на тонкой ножке című film forgatókönyvét (P. Bagrov közös álnév alatt). 
Az Игоряша Золотая рыбка Németországban is megjelent, a Kassell Kiadó gondozásában (Der Goldfisch, 1988). 2009-ben kezdeményezője volt az 1920-as években 25 híres orosz által írt "kollektív regény", a Большие пожары kiadásának. E munka eredeti szerzői többek közt Leonyid Makszimovics Leonov, Iszaak Emmanuilovics Babel, Alekszej Nyikolajevics Tolsztoj, Mihail Mihajlovics Zoscsenko és mások voltak.
Orosz nyelvre fordította H. G. Wells, Robert Sheckley, Isaac Asimov, Joe Haldeman, Paul Hawken és mások munkáit.

## Magyarul megjelent művei
- A futás (novella, Galaktika 39., 1980)
- Állj meg, gép! (novella, Galaktika 316., 2016)

## Fordítás
- Ez a szócikk részben vagy egészben  a(z)   Бабенко, Виталий Тимофеевич című orosz Wikipédia-szócikk ezen változatának fordításán alapul.  Az eredeti cikk szerkesztőit annak laptörténete sorolja fel. Ez a jelzés csupán a megfogalmazás eredetét és a szerzői jogokat jelzi, nem szolgál a cikkben szereplő információk forrásmegjelöléseként.